# مستودع جيولوجي عميق

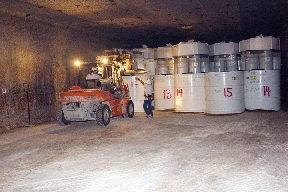
فنيون يضعون نفايات مشعة في المستودع التجريبي لعزل النفايات بالقرب من نيو مكسيكو

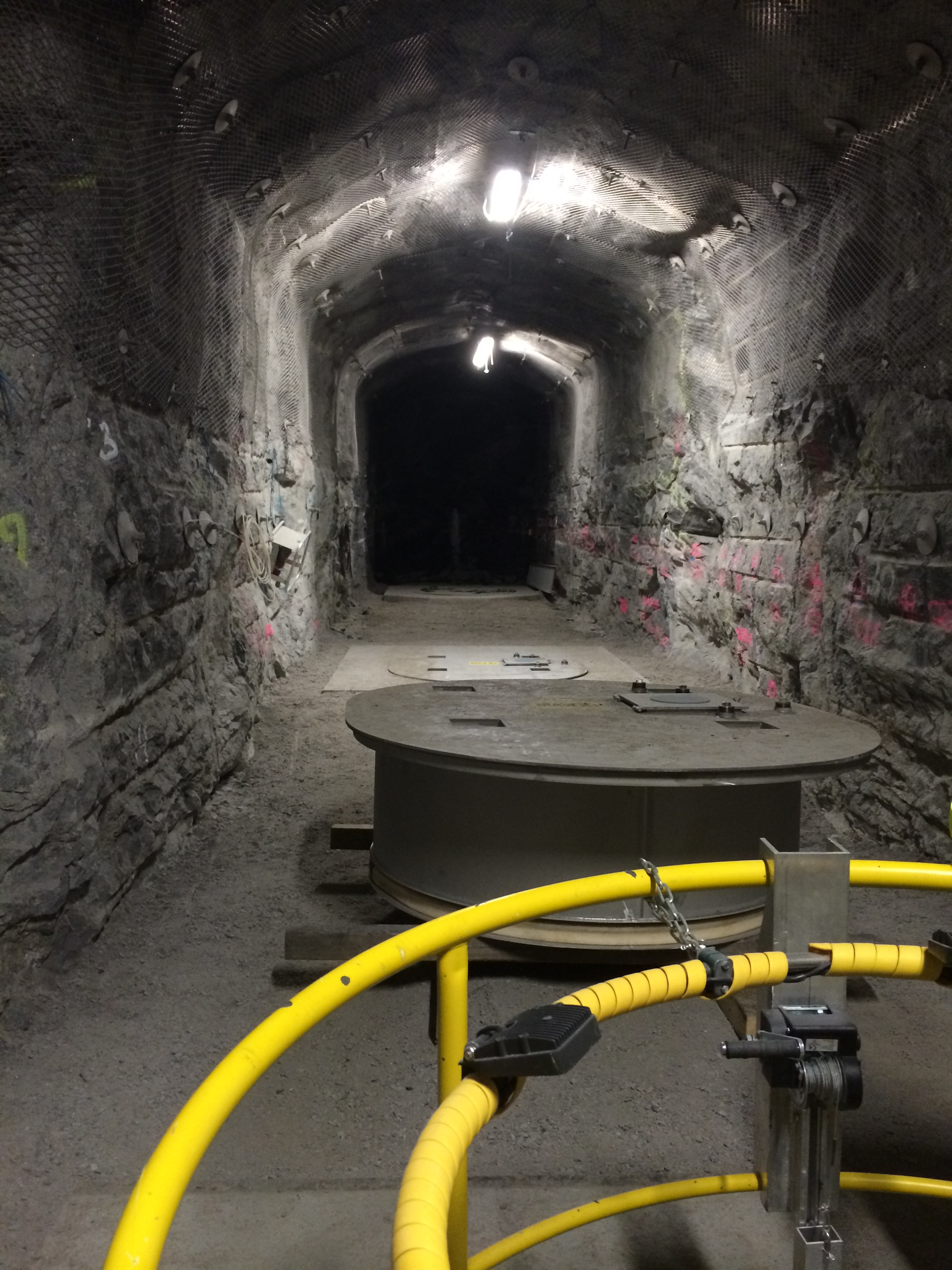
كهف في العمق النهائي.

صوامع النفايات ذات المستوى المنخفض داخل المستودع.

المستودع الجيولوجي العميق هو وسيلة لتخزين النفايات السامة أو المشعة داخل بيئة جيولوجية مستقرة (عادة بعمق 200-1000 متر). وهي تنطوي على مزيج من شكل النفايات، وحزمة النفايات والأختام الهندسية، والجيولوجيا الملائمة لتوفير مستوى عالٍ من العزل والاحتواء على المدى الطويل دون صيانة مستقبلية.

## الأهمية
المستودع الجيولوجي العميق سيمنع أي مخاطر إشعاعية. يعمل عدد من مستودعات نفايات الزئبق والسيانيد والزرنيخ في جميع أنحاء العالم بما في ذلك كندا وألمانيا (مناجم البوتاس في هرينغن).

## المبادئ والخلفية
يجب تخزين النفايات عالية السمية التي لا يمكن إعادة تدويرها بشكل منفصل لتجنب تلوث الهواء والأرض والمياه الجوفية. المستودعات الجيولوجية العميقة هي نوع من التخزين طويل الأجل الذي يعزل النفايات في الهياكل الجيولوجية التي من المتوقع أن تكون مستقرة لملايين السنين، مع عدد من الحواجز الطبيعية والمصممة. تشمل الحواجز الطبيعية طبقات صخرية غير منفذة للماء (مثل الطين) وكتيمة للغاز (مثل الملح) فوق المخزن الجوفي ومحيطه.